# Via del Corso

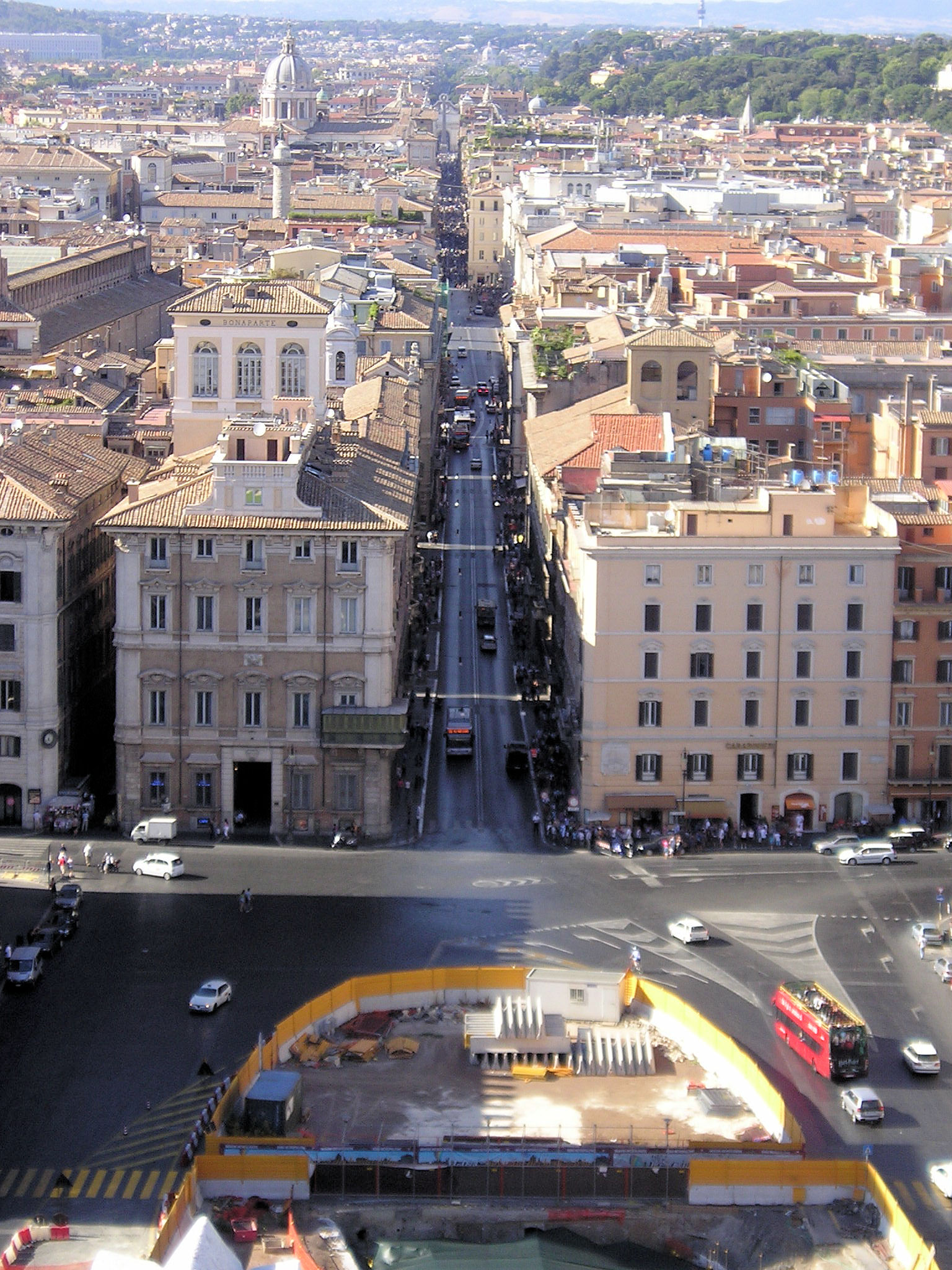
Piazza Venezia i la Via del Corso vistes des de l'Altar de la Pàtria

La Via del Corso, coneguda habitualment com el Corso, és el carrer principal que creua el centre històric de Roma. És remarcable pel fet de ser un carrer completament recte en una zona amb carrers tortuosos i petites places. També és més ample que la major part dels carrers del centre de Roma; no obstant això, només té capacitat per a dos carrils de trànsit rodat i dues petites voreres. La part septentrional del carrer està reservada exclusivament als vianants. La llargària total del carrer és d'1,5 quilòmetres.

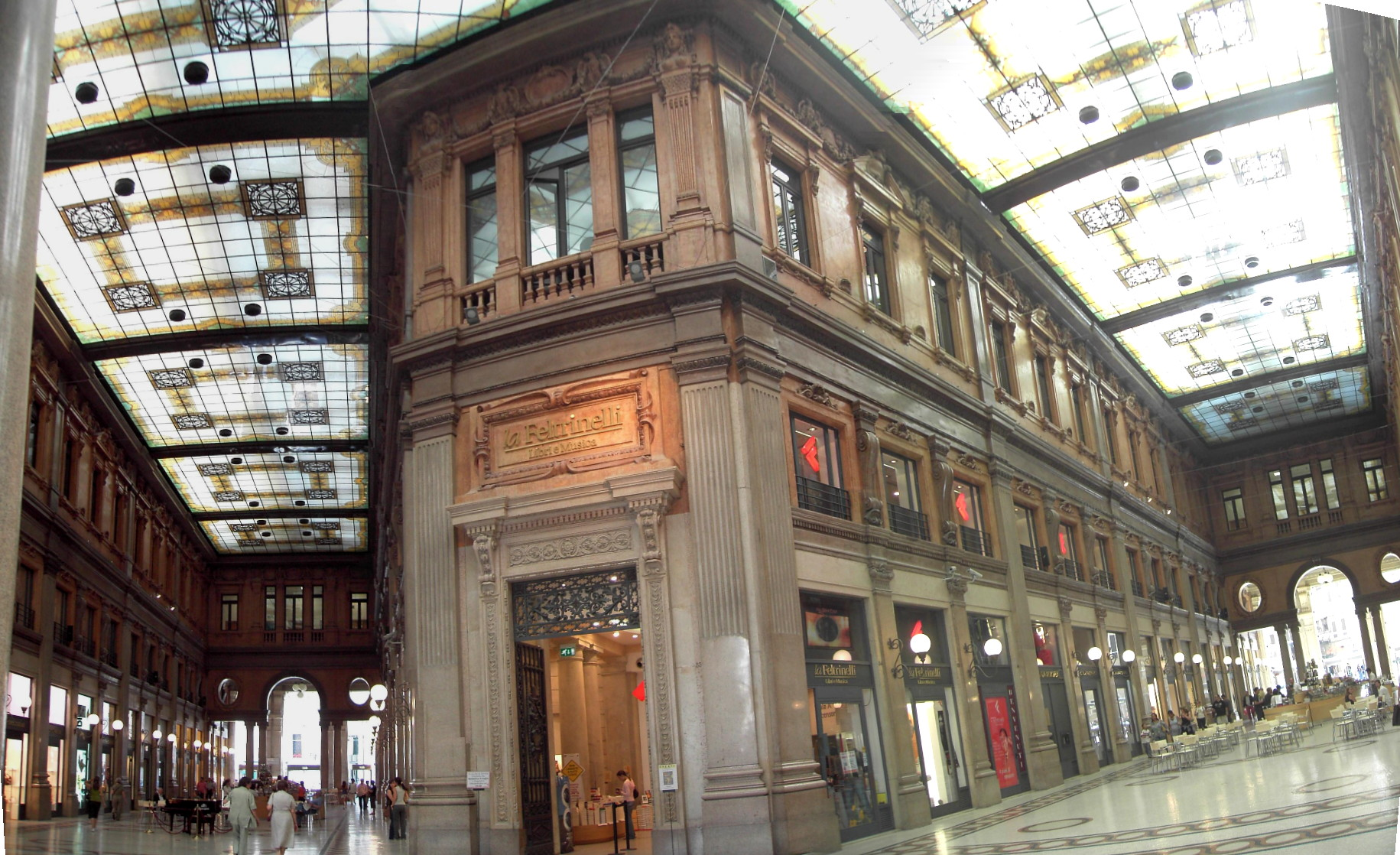
La Galeria Alberto Sordi, antiga Galeria Colonna, a la Via del Corso

El Corso discorre en direcció nord-sud. Al nord desemboca a la Piazza del Popolo, entre les esglésies de Santa Maria dei Miracoli i Santa Maria in Montesanto. Al sud, acaba a Piazza Venezia. El carrer, una de les vies comercials principals de la ciutat, compta amb un gran nombre de palaus (Doria, Sciarra Colonna, Chigi, Ferraioli, Wedekind, Ruspoli, casa de Goethe) i esglésies (San Marcello, Santa Maria in Via, San Carlo al Corso), si bé no té atraccions turístiques destacades; al seu voltant, però, n'hi ha en abundància. Entre els principals monuments que se situen al voltant del Corso cal esmentar l'Ara Pacis, el Panteó, la Piazza di Spagna, la Piazza Colonna, la Fontana di Trevi, el monument a Víctor Manuel II i el Fòrum Romà.